# Upiga virescens
Upiga virescens – gatunek motyla (ćmy) z rodziny wachlarzykowatych (Crambidae).
Występuje na Pustyni Sonora (USA). Jest związana z rosnącym tam gatunkiem kaktusa Lophocereus schottii. Podczas wiosennych nocy, gdy kwiaty otwierają się, samica zapyla go, składając tam swoje jaja, z których wylęgają się larwy żywiące się nasionami owoców rośliny.